# Ratusz w Nowym Sadzie
Ratusz w Nowym Sadzie – ratusz miejski znajdujący się na Placu Wolności w Nowym Sadzie. Obiekt jest przedstawicielem budownictwa neorenesansowego, które rozwijało się w monarchii austro-węgierskiej w drugiej połowie XIX wieku.

## Historia
W 1855 roku rozpisany został konkurs na budowę nowego budynku ratusza dla Nowego Sadu. Rywalizację tę wygrał budapesztański architekt György Molnár. Budowa gmachu trwała do roku 1895. Już 3 stycznia tegoż roku odbyło się pierwsze posiedzenie władz miejskich. Obecnym gospodarzem ratusza jest burmistrz Miloš Vučević.